# Syneches mamillosus
Syneches mamillosus är en tvåvingeart som beskrevs av Smith 1969. Syneches mamillosus ingår i släktet Syneches och familjen puckeldansflugor.
Artens utbredningsområde är Malawi. Inga underarter finns listade i Catalogue of Life.